# アマノ
アマノ株式会社（英: Amano Corporation）は、横浜市港北区に本社を置くタイムレコーダーなど時間管理用機器・システムを中心としたメーカー。
東京証券取引所プライム市場上場企業。
タイムレコーダー、就業システム、駐車場ゲートシステム等、時間管理機器において、一定のブランド力とシェアを持つ。
2013年、株式会社クレオを関連会社化し、人事・総務・会計関連を一気通貫に対応可能となり、日本版ERPを確立した。

## 沿革
- 1931年（昭和6年） - 天野修一が天野製作所として創業。
- 1945年（昭和20年）11月22日 - 横浜機器株式会社を設立。
- 1956年（昭和31年） - 天野特殊機械株式会社を吸収合併。天野特殊機械株式会社に商号を変更。
- 1961年（昭和36年）10月2日 - 東京証券取引所市場第二部に株式を上場。
- 1966年（昭和41年） - アマノ株式会社に商号を変更。
- 1967年（昭和42年）8月1日 - 東京証券取引所市場第一部に指定替え。
- 1972年（昭和47年） - 大阪証券取引所市場第一部に株式を上場。
- 1991年（平成3年） - 子会社の東海アマノ株式会社を吸収合併。
- 2013年3月8日 - 株式会社クレオの株式を、ヤフー他1名から株式の30.24%を取得し、持分法適用関連会社化[1]。

## 主な製品
「人と時間」、「人と空気」を経営テーマに4つの分野で展開している。
- 時間情報事業
  - 勤怠管理システム - TimeP@CK,TimePro-XG,TimePro-NX,TimeAssetの4種類をブランドメインで販売している。システムの設計からコンサルタント、基盤導入まで一気通貫で行っている。将来的には、基盤導入システムを事業化し、この分野のシェアトップを目指す。2013年、株式会社クレオを関連会社化。就業・人事・給与・食堂・通信のビジネスパッケージを販売する。尚、タイムレコーダーのシェアは、全国No.1である。
  - TimeP@CKは、中小規模向けの勤怠管理システムで、シェアはNo.1である。
  - TimePro-NX/TimePro-XGは、中小向け勤怠管理、人事、給与システムである。
  - TimeAssetは、大規模勤怠管理システムで、官公庁を中心に、一部上場企業に導入されている。
- パーキング事業
  - 駐車場
  - 福岡北九州高速道路公社 - 福岡高速道路・北九州高速道路の4箇所の入口料金所において、アマノの自動精算機が採用されている。
- 環境事業
- クリーン・ロボットソリューション事業
  - HAPiiBOT（ハピボット） - AI技術で自律移動する小型床洗浄ロボット。2022年9月20日、Preferred Roboticsと共同開発[3]。

## 研究報告
- アマノ株式会社研究報告（2011年富士通プラットフォームソリューションセンター）
- アマノ株式会社研究報告（2008年富士通プラットフォームソリューションセンター）
- アマノ株式会社研究報告（2007年富士通プラットフォームソリューションセンター）

## 支店・営業所
- アマノ株式会社支店営業所

## 事業所
- 相模原事業所 - 神奈川県相模原市緑区
- 細江事業所 - 静岡県浜松市浜名区
- 都田事業所 - 静岡県浜松市浜名区

## 国内関連会社
- アマノビジネスソリューションズ株式会社
- アマノマネジメントサービス株式会社
- アマノメンテナンスエンジニアリング株式会社
- 株式会社環境衛生研究所
- アマノ武蔵電機株式会社
- 株式会社アマノエージェンシー
- 株式会社クレオ

## 海外関連会社
- AMANO USA HOLDINGS,Inc.
- AMANO CINCINNATI,INC.
- AMANO MCGANN,INC.
- AMANO PIONEER ECLIPSE CORPORATION
- ACCU-TIME SYSTEMS, INC.
- AMANO CINCINNATI CANADA, INC.
- AMANO MALAYSIA SDN.BHD.
- AMANO THAI INTERNATIONAL CO., LTD.
- Amano Korea Corporation
- @PARK KOREA LIMITED
- TIME STAMP SOLUTION CORPORATION
- Amano International Trading (Shanghai) Co. Ltd. 安満能国際貿易（上海）有限公司
- Amano Software Engineering (Shanghai) Co.,Ltd. 安満能軟件工程（上海）有限公司
- Amano Time & Air Singapore Pte. Ltd.
- PT.Amano Indonesia
- Amano Europe Holdings, N.V.
- Amano Europe, N.V.
- Amano UK. LTD.
- AMANO Time&Parking Spain S.A.
- HOROSMART,S.A.
- Horoquartz, S.A.
- SCOPUS-OMNIBADGES,S.A.S.

## CM出演者
現在
- あの（2024年6月11日 - ）[4]

過去
- 清野菜名
- 松坂慶子
- 本田翼（2020年4月 - 2024年5月）[5]
- 茅島みずき